# N 10 (Ukraine)
Die N 10 (kyrillisch Н 10) ist eine ukrainische Fernstraße. Sie führt von Stryj in südöstlicher Richtung über Iwano-Frankiwsk und Tscherniwzi nach Chișinău in die Republik Moldau.

## Geschichte
Diese Strecke gehörte bis 1918 zum österreichischen Kronland Galizien und wurde als Beskider Reichsstraße bezeichnet. 
Ab 1817 wurde sie als zweite, von Bielitz bis Czernowitz führende Ost-West-Verbindung erbaut und zunächst als Karpathenstraße bezeichnet.
1893 gab es 21 Mautstationen auf der 260 Kilometer langen Strecke zwischen Stryj und Czernowitz.
Die Strecke von Stryj bis Stanislau (früherer Name von Iwano-Frankiwsk) gehörte zwischen 1918 und 1939 zum Territorium der Zweiten Polnischen Republik und wurde durch das polnische Straßengesetz vom 10. Dezember 1920 zur Staatsstraße (droga państwowa) erklärt.